# Symphony (chanson)
Pour le logiciel, voir IBM Lotus Symphony.
Singles de Clean Bandit
Rockabye
(2016) Disconnect (en)
(2017)
Singles par Zara Larsson
So Good
(2017) Don't Let Me Be Yours (en)
(2017)
Symphony est une chanson du groupe de musique électronique britannique Clean Bandit en collaboration avec la chanteuse suédoise Zara Larsson, sortie en single le 17 mars 2017.
Elle apparaît sur l'album So Good de Zara Larsson sorti en mars 2017 et sur celui de Clean Bandit, What Is Love? (en), publié en novembre 2018.
Avec ce titre, le groupe se classe pour la troisième fois en tête des ventes au Royaume-Uni (la deuxième successive après Rockabye), tandis qu'il s'agit du cinquième single no 1 pour Zara Larsson dans son pays d'origine, la Suède,.
En juin 2021, le clip vidéo atteint le milliard de visionnages sur YouTube.

## Composition du groupe
- Grace Chatto : violoncelle
- Jack Patterson : piano et synthétiseurs
- Luke Patterson : percussions

Musiciens additionnels
- Zara Larsson : chant
- Kirsten Joy : chœurs
- James Boyd : alto
- Beatrice Philips et Stephanie Benedetti : violon

## Classements hebdomadaires
| Classements (2017)                      | Meilleure position |
| --------------------------------------- | ------------------ |
| Allemagne (GfK Entertainment)           | 9                  |
| Australie (ARIA)                        | 4                  |
| Autriche (Ö3 Austria Top 40)            | 13                 |
| Belgique (Flandre Ultratop 50 Singles)  | 3                  |
| Belgique (Wallonie Ultratop 50 Singles) | 28                 |
| Canada (Canadian Hot 100)               | 34                 |
| Danemark (Tracklisten)                  | 10                 |
| Écosse (OCC)                            | 1                  |
| Espagne (PROMUSICAE)                    | 21                 |
| États-Unis (Hot Dance Club Songs)       | 1                  |
| Finlande (Suomen virallinen lista)      | 2                  |
| France (SNEP)                           | 11                 |
| Irlande (IRMA)                          | 2                  |
| Italie (FIMI)                           | 8                  |
| Japon (Japan Hot 100)                   | 51                 |
| Norvège (VG-lista)                      | 1                  |
| Nouvelle-Zélande (RMNZ)                 | 12                 |
| Pays-Bas (Nederlandse Top 40)           | 3                  |
| Pays-Bas (Single Top 100)               | 4                  |
| Portugal (AFP)                          | 11                 |
| Royaume-Uni (UK Singles Chart)          | 1                  |
| Suède (Sverigetopplistan)               | 1                  |
| Suisse (Schweizer Hitparade)            | 6                  |

## Certifications
| Pays                    | Certification | Unités certifiées                    |
| ----------------------- | ------------- | ------------------------------------ |
| Allemagne (BVMI)        | 3 × Or        | 600 000                              |
| Australie (ARIA)        | 5 × Platine   | 350 000                              |
| Autriche (IFPI)         | Platine       | 30 000                               |
| Belgique (BEA)          | Platine       | 20 000                               |
| Canada (Music Canada)   | 4 × Platine   | 320 000                              |
| Danemark (IFPI)         | 2 × Platine   | 180 000                              |
| Espagne (PROMUSICAE)    | Platine       | 40 000                               |
| États-Unis (RIAA)       | Platine       | 1 000 000                            |
| France (SNEP)           | Diamant       | 35 000 000 (en équivalent streaming) |
| Italie (FIMI)           | 4 × Platine   | 200 000                              |
| Norvège (IFPI)          | 4 × Platine   | 160 000                              |
| Nouvelle-Zélande (RMNZ) | Platine       | 30 000                               |
| Pologne (ZPAV)          | Diamant       | 250 000                              |
| Portugal (AFP)          | Platine       | 10 000                               |
| Royaume-Uni (BPI)       | 4 × Platine   | 2 400 000                            |
| Suisse (IFPI)           | 2 × Platine   | 40 000                               |